# Edward Winslow
Edward Winslow (Droitwich, 18 octobre 1595-Jamaïque, 8 mai 1655) est un homme politique britannique, 3e Gouverneur de la colonie de Plymouth.

## Biographie
Imprimeur à Londres, il doit s'exiler pour raisons religieuses à Leyde (1617) avant de partir sur le Mayflower en 1620.
Veuf lorsqu'il arrive en Amérique du Nord, il y épouse la veuve du pèlerin William White (en), ce qui est le premier mariage célébré en Nouvelle-Angleterre.
Devenu délégué des relations avec les indigènes, il est élu Gouverneur de la colonie de Plymouth. Il défendra alors le droit des colonies contre le pouvoir central.
De retour en Angleterre, il travaille pour Cromwell de 1646 à 1654. Celui-ci le charge en 1655 d'une mission dans les Caraïbes mais il meurt au large de la Jamaïque le 8 mai 1655.

## Écrits
- Good Newes from New England, or a True Relation of Things very Remarkable at the Plantation of Plimouth in New England, 1624
- Hypocrisie Unmasked; by a True Relation of the Governor and Company of Massachusetts against Samuel Gorton, a Notorious Disturber of the Peace, 1646
- New England's Salamander, 1647
- The Glorious Progress of the Gospel amongst the Indians in New England, 1649